# Ensenada Mendelssohn
La ensenada Mendelssohn es una ensenada cubierta de hielo que se encuentra en la parte suroeste de la isla Alejandro I de la Antártida, entre la Península Derocher y la península Eroica en el lado norte de la península Beethoven. La ensenada tiene 25 millas náuticas (46 kilómetros) de largo y 9 millas náuticas (17 kilómetros) de ancho. Fue observada desde el aire y cartografiada por primera vez por el Servicio Antártico de Estados Unidos entre 1939 y 1941 y de nuevo avistada y fotografiada por la Expedición de Investigación Antártica de Ronne entre 1947 y 1948. Derek J.H. Searle, de la British Antarctic Survey, replanteó su cartografía en 1960. El Comité de Topónimos Antárticos del Reino Unido le dio su nombre en honor al compositor Felix Mendelssohn.